# NGC 7204-2
NGC 7204-2 (другие обозначения — PGC 68060, ESO 467-8A, MCG -5-52-29, VV 685, AM 2204-311) — галактика в созвездии Южная Рыба.
Этот объект не входит в число перечисленных в оригинальной редакции «Нового общего каталога» и был добавлен позднее.